# USS Moore (DE-240)
USS Moore (DE-240) là một tàu hộ tống khu trục lớp Edsall từng phục vụ cùng Hải quân Hoa Kỳ trong Chiến tranh Thế giới thứ hai. Nó là chiếc tàu chiến duy nhất của Hải quân Hoa Kỳ được đặt cái tên này, theo tên thủy thủ Fred Kenneth Moore (1921-1941), người từng phục vụ trên thiết giáp hạm Arizona (BB-39), đã tử trận trong cuộc Tấn công Trân Châu Cảng ngày 7 tháng 12, 1941 và được truy tặng Huân chương Chữ thập Hải quân. Nó đã phục vụ cho đến khi chiến tranh kết thúc, xuất biên chế năm 1947, rồi cuối cùng bị đánh chìm như một mục tiêu ngoài khơi Virginia vào năm 1975

## Thiết kế và chế tạo
Lớp Edsall có thiết kế hầu như tương tự với lớp Cannon dẫn trước; khác biệt chủ yếu là ở hệ thống động lực Kiểu FMR do được trang bị động cơ diesel Fairbanks-Morse dẫn động qua hộp số giảm tốc đến trục chân vịt. Đây là cấu hình động cơ được áp dụng rộng rãi trên tàu ngầm, được chứng tỏ là có độ tin cậy cao hơn so với lớp Cannon.
Vũ khí trang bị bao gồm ba pháo 3 in (76 mm)/50 cal trên tháp pháo nòng đơn có thể đối hạm hoặc phòng không, một khẩu đội pháo phòng không Bofors 40 mm nòng đôi và tám pháo phòng không Oerlikon 20 mm. Vũ khí chống ngầm bao gồm một dàn súng cối chống tàu ngầm Hedgehog Mk. 10 (có 24 nòng và mang theo 144 quả đạn); hai đường ray Mk. 9 và tám máy phóng K3 Mk. 6 để thả mìn sâu. Con tàu vẫn giữ lại ba ống phóng ngư lôi Mark 15 21 inch (533 mm), và được trang bị radar SC dò tìm không trung và mặt biển. Thủy thủ đoàn đầy đủ bao gồm 186 sĩ quan và thủy thủ.
Moore được đặt lườn tại xưởng tàu của hãng Brown Shipbuilding, ở Houston, Texas vào ngày 20 tháng 7, 1942. Nó được hạ thủy vào ngày 20 tháng 12, 1942, được đỡ đầu bởi bà Fred Moore, mẹ của thủy thủ Fred K. Moore, và nhập biên chế cùng Hải quân Hoa Kỳ vào ngày 1 tháng 7, 1943 dưới quyền chỉ huy của Hạm trưởng, Thiếu tá Hải quân Henry Peter Michiels.

## Lịch sử hoạt động
Sau khi hoàn tất việc chạy thử máy huấn luyện tại khu vực Bermuda, Moore đi đến Norfolk, Virginia, để trình diện và phục vụ cùng Tư lệnh Lực lượng Đặc nhiệm 63 và bắt đầu hoạt động hộ tống vận tải vượt Đại Tây Dương. Từ ngày 10 tháng 9, 1943 cho đến hết năm đó, nó đã hộ tống hai đoàn tàu vận tải đi sang Bắc Phi. Đến ngày 13 tháng 1, 1944, nó thay phiên cho tàu hộ tống khu trục Decker (DE-47) trong vai trò canh phòng máy bay phục vụ huấn luyện cho các tàu sân bay ngoài khơi bờ biển New England. Con tàu đi đến Casco Bay, Maine trong tháng 3 để thực hành huấn luyện, rồi đi đến Norfolk vào ngày 15 tháng 3 để gia nhập Đội đặc nhiệm 24.14, và tháp tùng để bảo vệ cho tàu sân bay hộ tống Tripoli (CVE-64) hoạt động tuần tra chống tàu ngầm về phía Tây quần đảo Cape Verde. Nó quay trở về Norfolk vào ngày 27 tháng 4, rồi sang tháng 5 lại tiếp tục tuần tra trong thành phần Đội đặc nhiệm 22.4 của Tripoli tại vùng biển Bắc Đại Tây Dương, trải rộng từ Bermuda cho đến Argentia, Newfoundland.
Được cho tách ra vào tháng 7, 1944, Moore hoạt động tuần tra và hộ tống ven biển, thực hiện một chuyến hộ tống vận tải đến Bermuda, trước khi quay trở lại phục vụ cùng Đội đặc nhiệm 22.4, lần này phối hợp cùng tàu sân bay hộ tống Core (CVE-13). Các đợt tuần tra cùng đội đặc nhiệm này, tiến hành trong khu vực bờ biển Đại Tây Dương trải rộng từ Cuba cho đến Newfoundland, được kéo dài cho đến khi chiến tranh kết thúc tại Châu Âu.
Đi đến Tompkinsville vào ngày 11 tháng 5, 1945, Moore sau đó được chuyển đến Boston, Massachusetts để đại tu nhằm chuẩn bị trước khi được điều động sang khu vực Mặt trận Thái Bình Dương. Nó đảm trách vai trò soái hạm của Đội hộ tống 7, dẫn đầu đơn vị này lên đường vào ngày 24 tháng 6, và đi đến Trân Châu Cảng vào ngày 4 tháng 8. Đang khi con tàu còn ở lại vùng biển Hawaii để huấn luyện, Nhật Bản đã chấp nhận đầu hàng vào ngày 15 tháng 8, giúp chấm dứt vĩnh viễn cuộc xung đột. Dù sao con tàu vẫn tiếp tục hướng sang phía Tây theo kế hoạch, khởi hành vào ngày 20 tháng 8 và đi đến Saipan vào ngày 29 tháng 8. Được phối thuộc cùng Lực lượng Đặc nhiệm 94, nó phục vụ dưới quyền Tư lệnh Khu vực Mariana, và được phái đến quần đảo Volcano. Thả neo về phía Tây đảo Iwo Jima vào ngày 3 tháng 9, nó làm nhiệm vụ giải cứu không-biển phối hợp cùng Không đoàn Hạm đội 18.
Moore quay trở về Hoa Kỳ vào cuối năm 1946 và được cho đại tu để chuẩn bị ngừng hoạt động từ tháng 1 đến ngày 30 tháng 6, 1947. Nó  được cho xuất biên chế tại Green Cove Springs, Florida, và đưa về Hạm đội Dự bị Đại Tây Dương, sau được cho chuyển đến Norfolk, Virginia. Tên nó được cho rút khỏi danh sách Đăng bạ Hải quân vào ngày 1 tháng 8, 1973, và con tàu sau cùng bị đánh chìm như một mục tiêu ngoài khơi Virginia vào ngày 13 tháng 6, 1975.

## Phần thưởng
Nguồn: Navsource Naval History
|  |  |  |
|  |  |  |

| Huân chương Chiến dịch Hoa Kỳ                 |                                                    |                                      |
| Huân chương Chiến dịch Châu Á-Thái Bình Dương | Huân chương Chiến dịch Châu Âu-Châu Phi-Trung Đông | Huân chương Chiến thắng Thế Chiến II |